# Billy West
Billy West, pseudonimo di William Richard Werstine (Detroit, 16 aprile 1952), è un doppiatore statunitense.
È conosciuto principalmente per il suo lavoro di doppiaggio nelle serie animate Futurama, Doug e The Ren and Stimpy Show.

## Biografia
Il suo primo lavoro televisivo è del 1988, nella serie animata Beany and Cecil. Il successo inizia grazie al doppiaggio di Stimpy (dal 1991 al 1996) e Ren (dal 1993 al 1996) nella serie The Ren and Stimpy Show. Successivamente ha doppiato personaggi della Warner Bros. quali Bugs Bunny, Taddeo (doppiati anche nel film Space Jam) e Daffy Duck.
Ha prestato la voce allo show televisivo Project G.e.e.K.e.R. andato in onda sulla rete CBS.
Nella serie Futurama, doppia vari personaggi: Philip J. Fry, professor Farnsworth, dottor Zoidberg e Zapp Brannigan (sostituì lo scomparso Phil Hartman), oltre a personaggi minori e occasionali.
Ha dato la voce a Picchiarello e Wally Walrus, personaggi della serie Picchiarello prodotta dalla Universal Studios.
È stato lo speaker del canale Screen Gems Network, dal 1999 al 2001.
Negli spot pubblicitari ha doppiato personaggi di M&M's, Honey Nut Cheerios, Pentium 4, Minute Maid, Lipton, Volkswagen.
Nel 1996 lavora al doppiaggio di Space Jam: West presta la voce a Bugs Bunny e Taddeo. In Looney Tunes: Back in Action doppia ancora Taddeo.
Nel 1998 in Scooby-Doo e l'isola degli zombie doppia Shaggy, divenendo il secondo doppiatore del personaggio dopo Casey Kasem.
Nel 2004 è la voce di Braccio di Ferro nella animazione computerizzata di Il viaggio di Natale di Braccio di Ferro, distribuita dalla Lions Gate Entertainment. Ha inoltre doppiando personaggi secondari in Garfield - Il film, Come cani e gatti, TMNT, La famiglia Proud - Il film e in tre film direct-to-video di Tom & Jerry.

## Videogiochi
West ha prestato la voce ad alcuni personaggi nei videogiochi:
- Need for Speed: Undercover (funzionario di polizia)
- Nicktoons: Attack of the Toybots (Stimpson J. Cat)
- I Simpson - Il videogioco (Dottor Zoidberg)
- The Legend of Spyro: The Eternal Night (sparx
)
- I-Ninja (ninja)
- Crash Nitro Kart (Nash e Zam)
- Rayman 3: Hoodlum Havoc, Rayman M (Murfy)
- Wacky Races Starring Dastardly and Muttley (Muttley e il L'il Gruesome)
- Gabriel Knight 3: Il mistero di Rennes-le-Château (Emilio Baza)
- Nickelodeon All-Star Brawl (Ren & Stimpy)

## Doppiaggio (parziale)
- Beany and Cecil (5 episodi, 1988)
- Doug (1991-1994)
- Invader Zim (2001, solo episodio pilota)
- Project G.e.e.K.e.R. (1996)
- The Ren and Stimpy Show (1991-1996)
- Space Jam (1996)
- Scooby-Doo e l'isola degli zombie (1998)
- Sabrina, vita da strega (2 episodi, 1996-1998)
- CatDog (1998)
- Dinosauri (2000)
- Come cani e gatti (2001)
- Tom & Jerry e l'anello incantato (2002)
- Picchiarello (1999-2002)
- Looney Tunes: Back in Action (2003)
- Il viaggio di Natale di Braccio di Ferro (2004)
- Garfield - Il film (2004)
- La famiglia Proud - Il film (2005)
- TMNT (2007)
- Rick & Steve: The Happiest Gay Couple in All the World (2008)
- Futurama (1999-in corso)
- The Looney Tunes Show (2012)
- Marco e Star contro le forze del male (2015)
- Disincanto (2018-2023)
- Space Jam: New Legends (Space Jam: A New Legacy), regia di Malcolm D. Lee (2021)